# Lecithocera affusa
Lecithocera affusa is een vlinder uit de familie van de Lecithoceridae. De wetenschappelijke naam van de soort werd voor het eerst geldig gepubliceerd in 1923 door Meyrick.